# Thomas Bloom
Thomas Sten Sture Bloom, född 29 september 1947 i Huskvarna, är en svensk före detta fotbollsspelare (mittfältare) som representerade Gais mellan 1966 och 1976.

## Karriär
Bloom, som är en av fem bröder Bloom i en fotbollsfamilj, kom som 18-åring till Gais från Husqvarna IF i maj 1966. Han hade då även haft anbud från Örgryte IS och IFK Göteborg. Han gjorde allsvensk debut mot IF Elfsborg i augusti 1966, och var därefter mer eller mindre ordinarie i Gais under hela sin karriär. Totalt blev det 190 seriematcher och 27 mål för Bloom i Gais mellan 1966 och 1976.
1977 varvade han ner i Åsa IF i division V, där han blev spelande tränare.

### I landslaget
Bloom gjorde två mål på tio matcher i pojklandslaget 1964–1966, och en match i U21-landslaget 1968. Han fick dock aldrig chansen i A-landslaget.

## Spelstil
Bloom har kallats en "lyxlirare" som knappt kunde slå en rak boll. Han hade fruktansvärda distansskott och kunde framför allt slå hårda, skruvade skott som ofta gick i mål.

## Smeknamn
Bloom kallades "Blomman" på grund av sitt efternamn, men även "Ribban", för sin förmåga att ofta sätta sina hårda skott i ribban. När Gais på 1970-talet fick frispark i farliga lägen och Bloom klev fram för att ta den, hördes det ofta ropas från läktarna: "Den går i ribban!"